# Parienia
Parienia là một chi bướm đêm thuộc phân họ Tortricinae của họ Tortricidae.

## Các loài
- Parienia mochlophorana Meyrick, 1882